# Vlag van Caldas

Vlag van Caldas (ratio 7:10)

De vlag van Caldas bestaat uit twee kleuren: de linker helft is geel en de rechterhelft groen. De groene kleur verwijst naar de bergen en bossen in Caldas; het geel staat voor adelheid, ruimhartigheid, rijkdom, macht, zekerheid en wijsheid.